# Turion X2 Ultra
Turion X2 Ultra  — марка двухъядерных мобильных (с низким энергопотреблением) 64-битных процессоров производства компании AMD. Конкурирует с процессорами Intel Core 2.
Анонсирован в составе микроархитектуры Puma, призванной конкурировать с Intel Centrino 2. Представлен 4 июня 2008 года на выставке Computex '08.
Фактически процессоры представляют собой 65 нм процессор поколения K8, однако обладает некоторыми чертами свойственными более новому поколению K10, а также исключительными нововведениями, в частности:
- Контроллер памяти улучшен, появились функции предварительной выборки данных из памяти;
- Контроллер памяти и процессорные ядра имеют раздельное управление питанием;
- Ядра независимо друг от друга меняют частоту работы (AMD Independent Dynamic Core Technology);
- Частота ядра в режиме покоя может снижаться до 1/8 максимального значения;
- Использование Hyper-Transport 3.0

## Ядра

### Griffin (65 нм SOI)
- Двойное ядро AMD64
- Кэш первого уровня: 64 + 64 КБ (данные + инструкции) в каждом ядре
- Кэш второго уровня: 1024 КБ в каждом ядре, работает на скорости ядра
- Контроллер памяти: двухканальный DDR2
- MMX, Extended 3DNow!, SSE, SSE2, SSE3, AMD64, PowerNow!, NX Bit
- HyperTransport 3.0
- Socket S1 (несовместим с более ранним, не-Ultra, S1)
- Энергопотребление (TDP): 31, 33, 35 Ватт максимум
- Частота: до 2400Мгц